# Кучеренко, Николай Алексеевич
Никола́й Алексе́евич Кучере́нко (24 декабря 1907 (6 января 1908), посёлок Лозовая, Екатеринославская губерния, Российская империя — 12 сентября 1976, Москва, СССР) — советский инженер-конструктор, один из создателей танка Т-34. Лауреат трёх Сталинских премий.

## Биография
Родился 24 декабря 1907 года (по новому стилю: 6 января 1908 года) в посёлке Лозовая Екатеринославской губернии (ныне город, Харьковская область, Украина) в семье машиниста паровоза. В июле 1930 года закончил ХИИТ (он же — Транспортно-тяговый институт Народного комиссариата путей сообщения, Харьковский институт инженеров железнодорожного транспорта НКПС с осени 1933 года, ныне Харьковская государственная академия железнодорожного транспорта). В дни летних каникул работал столяром, литейщиком, кузнецом, токарем, кочегаром и помощником машиниста паровоза.
С 1 марта 1931 года, после окончания института, Н. А. Кучеренко работал чертёжником-конструктором на ХПЗ (в 1936 году танковое производство на ХПЗ получило наименование «Завод № 183»). В этом же году Кучеренко перешёл на работу в танковую конструкторскую группу.
В 1934—1937 годах — заместитель начальника СКБ, в 1938—1939 годах — начальник КБ-100, в 1939—1940 годах — заместитель начальника КБ-520, в 1940—1947 годах — начальник КБ-520, одновременно с ноября 1939 по август 1947 года — заместитель А. А. Морозова, главного конструктора завода № 183, эвакуированного в 1941 году в Нижний Тагил и воссозданного на базе Уралвагонзавода.
Н. А. Кучеренко участвовал в совершенствовании организации производства советского серийного танка Т-24, в разработке лёгких колесно-гусеничных танков БТ-2 (1931), БТ-5 (1932), БТ-7 (1934) и БТ-7М (1938).
Совместно с М. И. Кошкиным и А. А. Морозовым участвовал в создании опытных танков А-20 и А-32, а также серийного среднего танка Т-34, принятого на вооружение 19 декабря 1939 года.

Мемориальная доска на доме № 23 по улице Усиевича в Москве.

В годы Великой Отечественной войны и после неё Н. А. Кучеренко работал на Уральском заводе № 183 в Нижнем Тагиле начальником КБ-520, заместителем главного конструктора завода (1941—1947), руководил модернизацией танка Т-34, участвовал в разработке танка Т-44 и ряда других опытных образцов. Член ВКП(б) с 1942 года.
В 1947—1949 годах — главный конструктор Главного танкового управления Министерства транспортного машиностроения СССР (Москва). Инженер-полковник (1946).
В 1949—1952 годах — главный инженер Уралвагонзавода (Нижний Тагил).
В 1952—1967 годах находился на руководящей работе: начальник Главного управления танкового производства Министерства транспортного машиностроения СССР (позднее было преобразовано в Комитет оборонной промышленности, а затем в МОП СССР). Председатель государственной экзаменационной комиссии в МВТУ имени Н. Э. Баумана, главный редактор журнала «Вестник танковой промышленности».
В 1960-х годах под непосредственным руководством Н. А. Кучеренко сконструирована самоходная тележка, послужившая в дальнейшем для создания «Лунохода».
Н. А. Кучеренко умер 12 сентября 1976 года. Похоронен в Москве на Новодевичьем кладбище (участок № 8).

### Семья
- отец — Алексей Маркович Кучеренко (1882—1959) — машинист паровоза.
- мать — Анна Фёдоровна Кучеренко (1888—1980)[2].
- дочь — Васильева (Кучеренко) Лариса Николаевна (1935—2018) — поэтесса, писательница, общественный деятель, основатель музея «История танка Т-34».
- брат — Кучеренко, Владимир Алексеевич (1909—1963) — государственный и хозяйственный деятель.

## Награды и премии[3]
- орден Ленина (июнь 1942)

Могила Н.А. Кучеренко на Новодевичьем кладбище Москвы.

- орден Отечественной войны I степени
- два ордена Трудового Красного Знамени
- два ордена Красной Звезды
- Сталинская премия I степени (10 апреля 1942) — за разработку конструкции нового типа среднего танка
- Сталинская премия I степени (1946) — за разработку конструкции нового танка и коренное усовершенствование существующего среднего танка[4]
- Сталинская премия II степени (1948) — за создание нового танка (Т-54)

## Память
- В специальной экспозиции музея истории танка Т-34, посвящённой 100-летию Н. А. Кучеренко, представлена послевоенная деятельность этого человека, засекреченного на протяжении многих десятилетий.
- 21 февраля 2008 года на доме № 23 по улице Усиевича в Москве открыта мемориальная доска Н. А. Кучеренко, где он проживал в 1961—1976 годах.[1][5]
- 23 февраля 2009 года, во время торжеств по случаю Дня защитника Отечества, его имя было присвоено одному из электровозов Южной железной дороги Украины[6].

## Прочие факты
- Однажды на вопрос о своей самой заветной мечте Н. А. Кучеренко без малейшего колебания ответил: «Мечтаю, чтобы на Земле все танкисты стали трактористами!»[1]